# Espectáculo de variedades

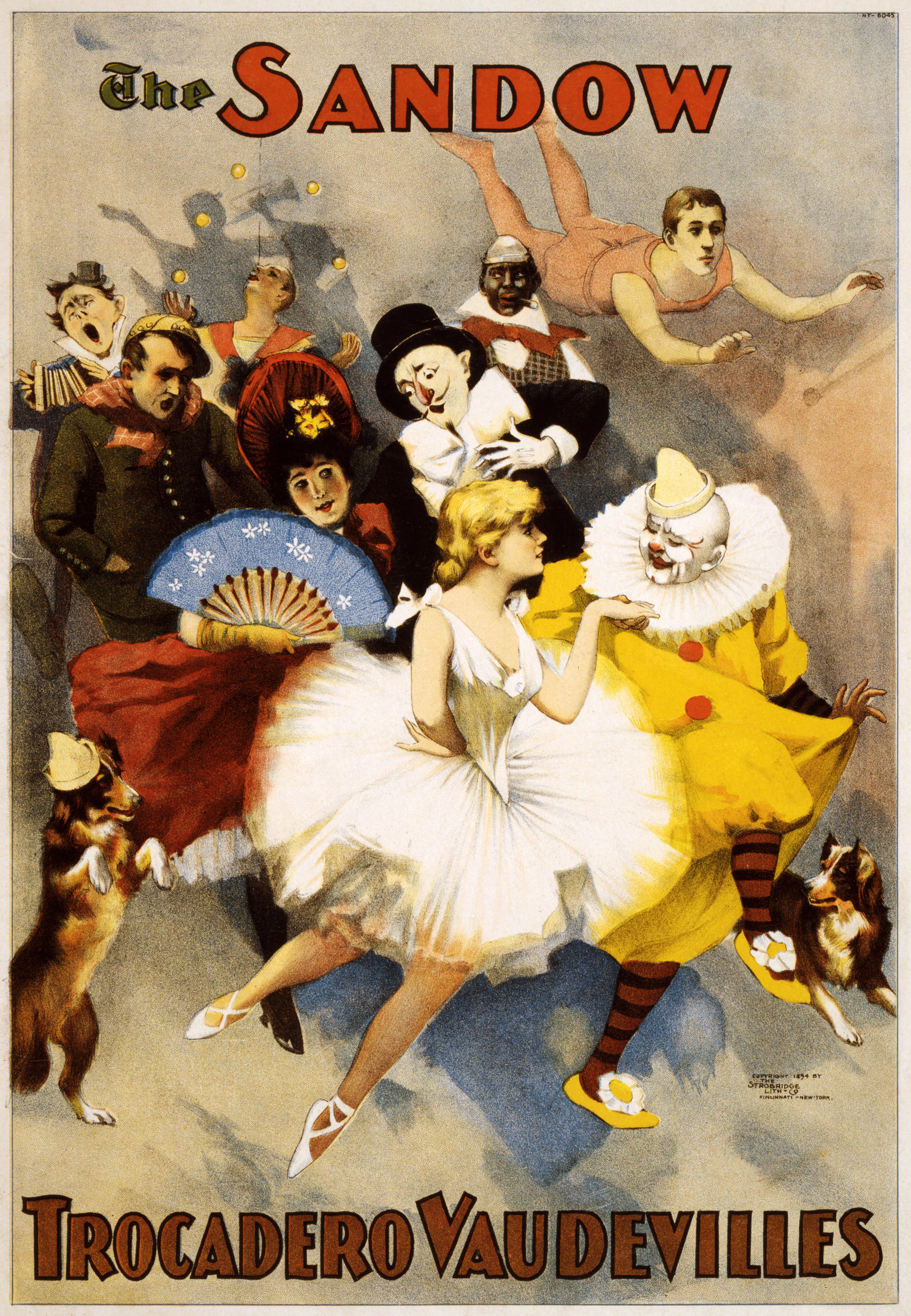
Cartel promocional de The Sandow Trocadero Vaudevilles (1894).

El teatro de variedades, espectáculo de variedades o espectáculo de variedad es un formato de espectáculo en el que se presentaban diversos números artísticos o performances. Los espectáculos de variedad, muy populares en el siglo XIX y principios del XX, frecuentemente incluían bailes, números musicales, ilusionismo, declamación, humorismo, acrobacia, artes circenses, muestra de rarezas biológicas, espectáculos con animales entrenados, obras dramáticas, malabarismo, contorsionismo, etc. Las intervenciones artísticas y espectáculos son presentados al público sin seguir una relación argumental, es decir, se presentan al público una serie de actos que no siguen un orden específico. El espectáculo podía incluir la participación de celebridades, vedettes, atletas, orquestas musicales e imitadores reconocidos.

## Historia
Se denomina así porque tuvo su origen en un teatro llamado Théâtre des Variétés, abierto en París en  1790. Allí se realizó por primera vez este sistema de espectáculo y su éxito determinó que fuera rápidamente implantado por otros empresarios teatrales europeos, adquiriendo pronto carácter universal. El teatro de variedades toma elementos del vaudeville norteamericano y el music hall del Reino Unido.
Los espectáculos de variedades fueron una corriente artística predominante en el siglo XIX, que florece en la Época Victoriana y los años de la Guerra de Secesión, hasta su pérdida de popularidad en los Felices años veinte. El género dramático resurge con la popularización de la televisión entre la década de 1950 y de 1960, cuando la televisión se convierte en un implemento doméstico relativamente accesible.
El espectáculo de variedades se adaptó a la producción televisiva después de la Segunda Guerra Mundial, obteniendo su mayor popularidad entre los años 1950 y los años 1960 con la comercialización de la televisión como aparato doméstico. A la producción televisiva basada en el teatro de variedades se la conoce como espectáculo de variedades o entretenimiento de variedades (inglés: variety show o variety entertainment). Los programas televisivos de dicho género contaban con un presentador colocado en un plató que contaba con la presencia de público. El presentador era el encargado de marcar el orden en la presentación de los diversos actos, intervenciones artísticas, concursos y sketches humorísticos.

## SigloXIX
En el periodo de la Guerra de Sucesión y la época victoriana, extendiéndose a la época eduardiana y los Felices Años 20, se desarrollan un gran número de espectáculos dedicados al entretenimiento popular que ofrecían variedad de espectáculos destinados al público general. Algunos formatos de espectáculo del show business del siglo XIX fueron: el dime museum, el minstrel, el circo, el freak show, el medecine show, el vaudeville, el cabaret, el burlesque, la extravaganza, el music hall, el concert saloon, la revista y el café-chantant.

### Burlesque

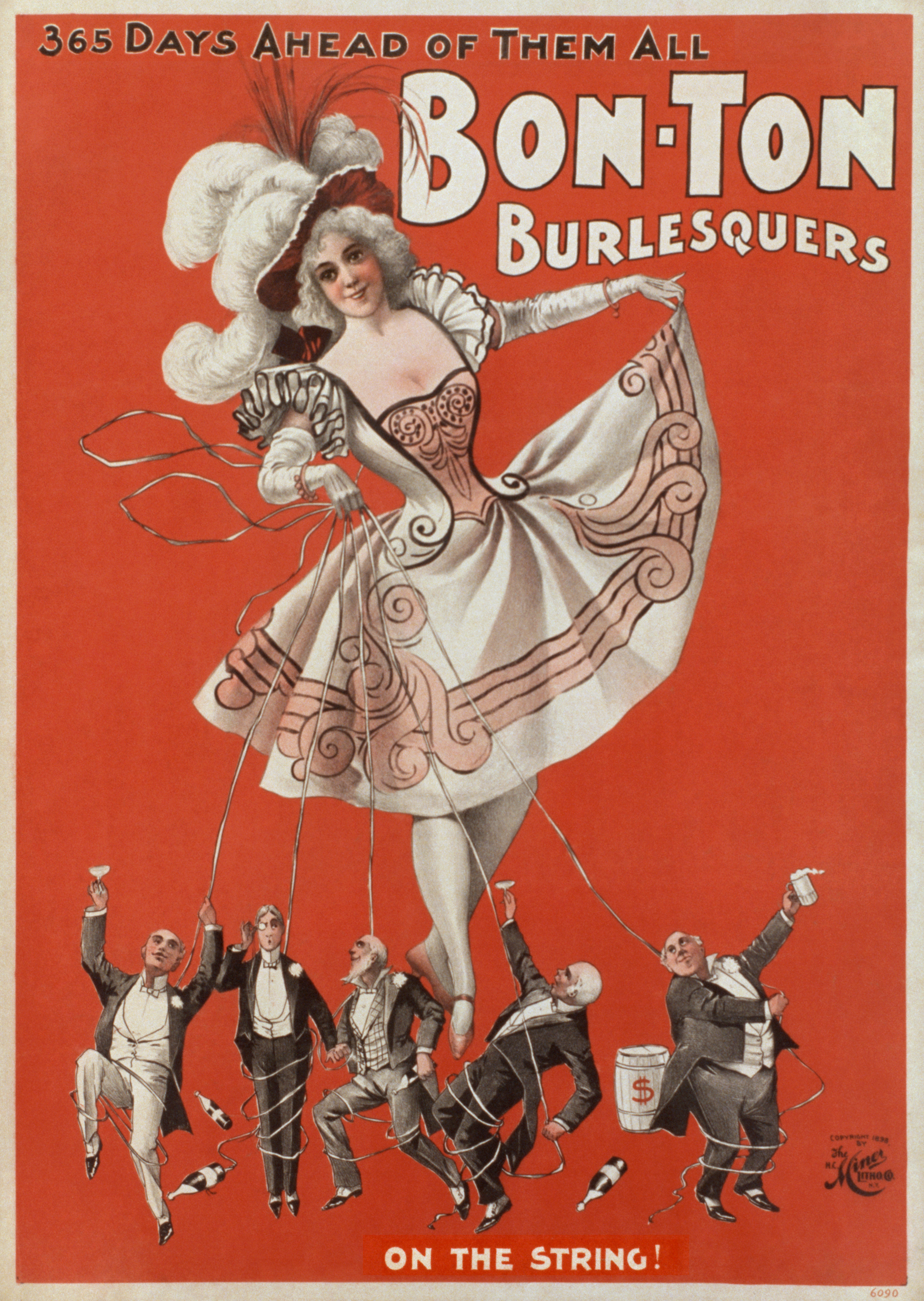
Cartel presentando el Bon-Ton Burlesquers (1898).

El burlesque es un trabajo literario, musical o dramático que se enfoca a la ridiculización de un tema, ya sea dignificando un tema moralmente inaceptable o denigrando un tema socialmente glorificado. El burlesque dramático presenta varias evoluciones históricas y adaptaciones regionales, ya que puede ser dividido en burlesque victoriano, burlesque americano, extravaganza, travesty y neo-burlesque.
El burlesque victoriano es la adaptación dramática del burlesque literario, que fue popular en Reino Unido y que tomaba elementos de la pantomima británica. En tales producciones dramáticas de burlesque se hacían parodias de obras clásicas de carácter épico, romántico o trágico, al introducir comentarios humorísticos, elementos modernos, recurrir al drag y al cross-dressing o travestismo, además de incluir música alegre. Las producciones dramáticas constaban de diferentes números artísticos que incluían la presentación de obras cortas de un solo acto, sketches números musicales (marchas, operetas y musettes) y coreografías de danza presentadas por el elenco.
El burlesque americano surge como una adaptación estadounidense del burlesque británico, surgido alrededor de los primeros años de la segunda mitad del siglo XIX e influenciado por espectáulos similares como el vaudeville. Debido a que tomaba elementos del vaudeville, el burlesque americano tenía un carácter más erótico al recurrir constantemente a la participación del elenco femenino en situaciones y contextos cómico-eróticos. El burlesque americano presentaba una serie de actos y rutinas artísticas que solían incluir la representación dramática de obras cortas, además de la presentación de otras rutinas como el contorsionismo y los bailes exóticos como la danza del vientre. El elenco teatral estaba principalmente formado por mujeres y las producciones teatrales eran acompañadas desde principios del siglo XX por música de jazz y ragtime.

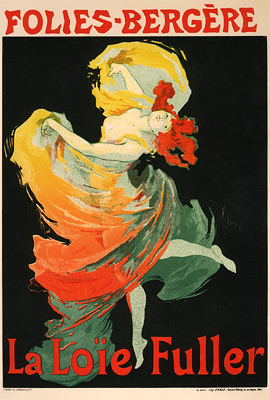
Cartel promocional por Jules Chéret del Folies Bergères presentando a Loie Fuller.

### Cabaret
El cabaret es un tipo de establecimiento en el que se presentaban gran variedad de actos como coreografías de danza, números musicales, mímica dramática, humorismo, teatro de sombras, ventriloquia, ilusionismo, obras teatrales cortas, espectáculos con animales, etc. Este tipo de establecimientos suelen contar con un bar o un restaurante.
La etapa del florecimiento de los primeros cabarets se localiza en Francia en las últimas décadas del siglo XIX. Los cabarets franceses surgen como un teatro público que aceptaba a cualquier persona que deseara presentar su acto, presentándose normalmente cantautores, payasos, mimos y bailarines amateur para entretener a los asistentes del lugar que iban a consumir bebidas alcohólicas. Los primeros cabarets reconocidos surgen en Francia y entre ellos figuran establecimientos de renombre como: Le Chat Noir, Folies Bergères y Moulin Rouge.

### Café-chantant
El café-chantant o café-concert (café cantante, en español) es una variante del cabaret francés y el music hall que se relaciona con establecimientos que ofrecían entretenimiento musical en el período de la Belle Époque. En estos cafés se presentaban diversos números musicales a cargo de músicos aficionados y musiciens ambulants (músicos ambulantes) que ofrecían su espectáculo a cambio de comida y bebidas alcohólicas.
En la segunda mitad del siglo XIX, el florecimiento del café-chantant se extendió por toda Francia, en pequeños establecimientos y sótanos de las ciudades que ofrecían música en vivo de músicos emergentes y vendían bebidas alcohólicas. El café cantante representó un destacado centro de entretenimiento popular entre la clase media durante el periodo de la Belle Époque. El café cantante presentaba una gran variedad de actos en los que destacaban la participación musical de grupos y cantautores, pero además, presentaba rutinas de danza, ilusionismo, mímica y obras dramáticas sencillas.

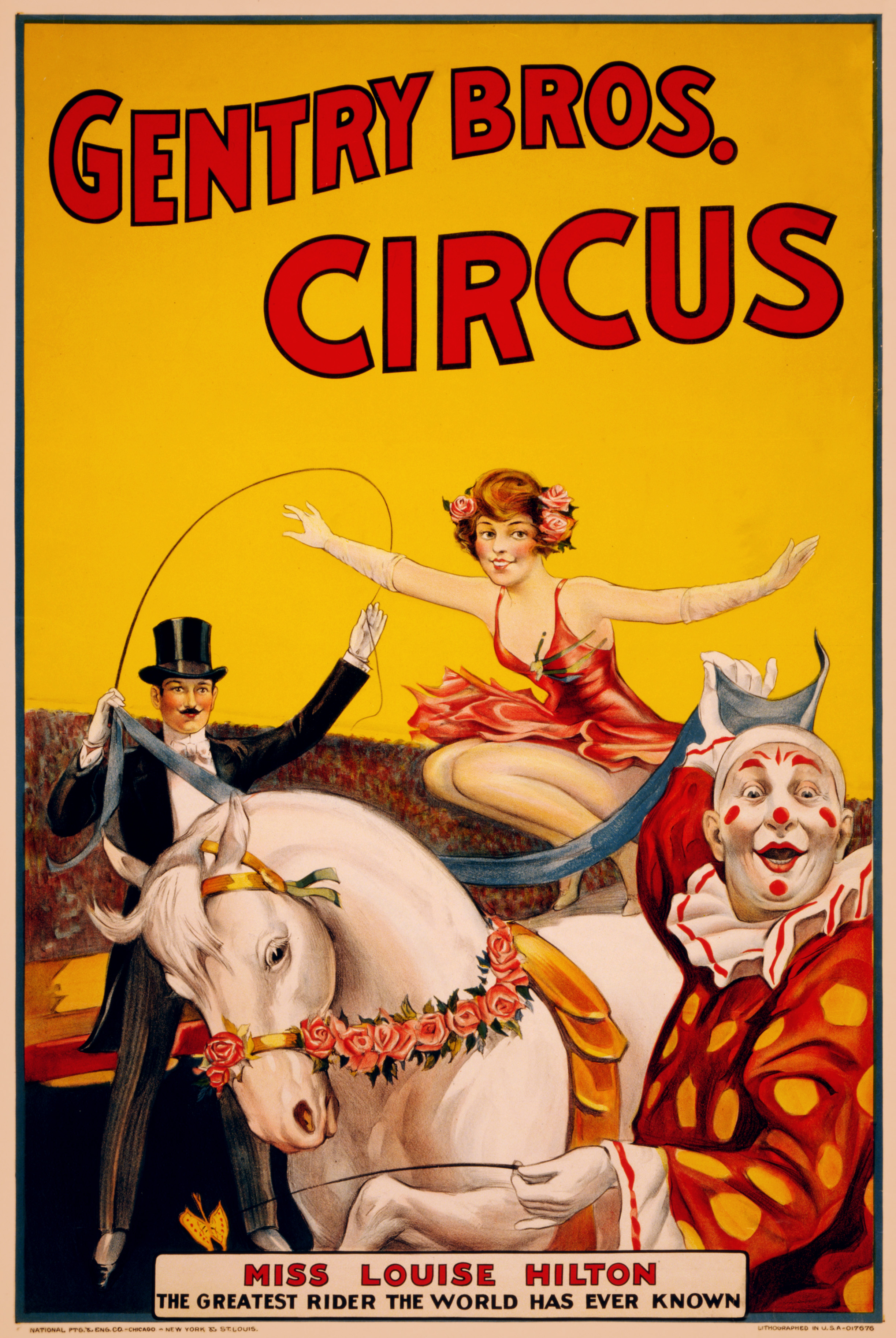
Cartel promocional de Gentry Bros. Circus presentando a Miss Louise Hilton.

### Circo
El circo como espectáculo de variedades se consolida entre el siglo XVIII y el siglo XIX, a pesar de que sus orígenes sean anteriores a estos siglos. Durante el siglo XVIII, el circo comienza a parecerse al circo actual, en el que se presentan diferentes artistas y animales de diferentes orígenes realizando actos sorprendentes, proezas atléticas, humor o presentando rarezas biológicas.
El circo moderno tiene sus orígenes a finales del siglo XVIII y principios del siglo XIX en Inglaterra; comenzaban a aparecer espectáculos viajeros que presentaban personas y animales exóticos. Se reconoce a Philip Astley como padre del circo moderno por introducir el formato que sigue el circo en la actualidad. Los animales y personas de diferentes orígenes comienzan a aparecer en los circos debido a la colonización y exploración del interior de África y Asia durante el siglo XVIII y el siglo XIX.
El circo moderno incluye una gran variedad de actos y artes propias (artes circenses) que se desempeñan y muestran al público asistente sin ninguna relación argumental. Algunas artes circenses desempeñadas en el circo contemporáneo son el constorsionismo, la equitación, la acrobacia, las demostraciones atléticas de forzudos, domadores y trapecistas), equilibrismo, mentalismo, humor etc. El circo clásico también presenta especies animales exóticas que atraen al público por su rareza en las regiones a las que se desplaza; algunas especies animales habituales en los circos solían ser el elefante asiático, el caballo, el oso, el camello, el dromedario, la llama, el tigre, el león y el león marino.

### Dime museum
Los dime museums (museo de dime) eran museos informales establecidos en Estados Unidos que ofrecían entretenimiento y educación a la clase trabajadora entre los años 1880 y los años 1920, periodo de prosperidad económica en Estados Unidos y la creciente migración hacia el oeste. Los dime museums ofrecían exposiciones y espectáculos de entretenimientos popular a cambio de un dime.
Los dime museums frecuentemente presentan exposiciones de objetos únicos, curiosidades, monstruosidades y especies exóticas. Solían mostrar artefactos antiguos, objetos militares, tesoros, animales con órganos múltiples y otras rarezas biológicas. Los dime museums a veces funcionaban como espectáculos viajeros y como zoológicos humanos.

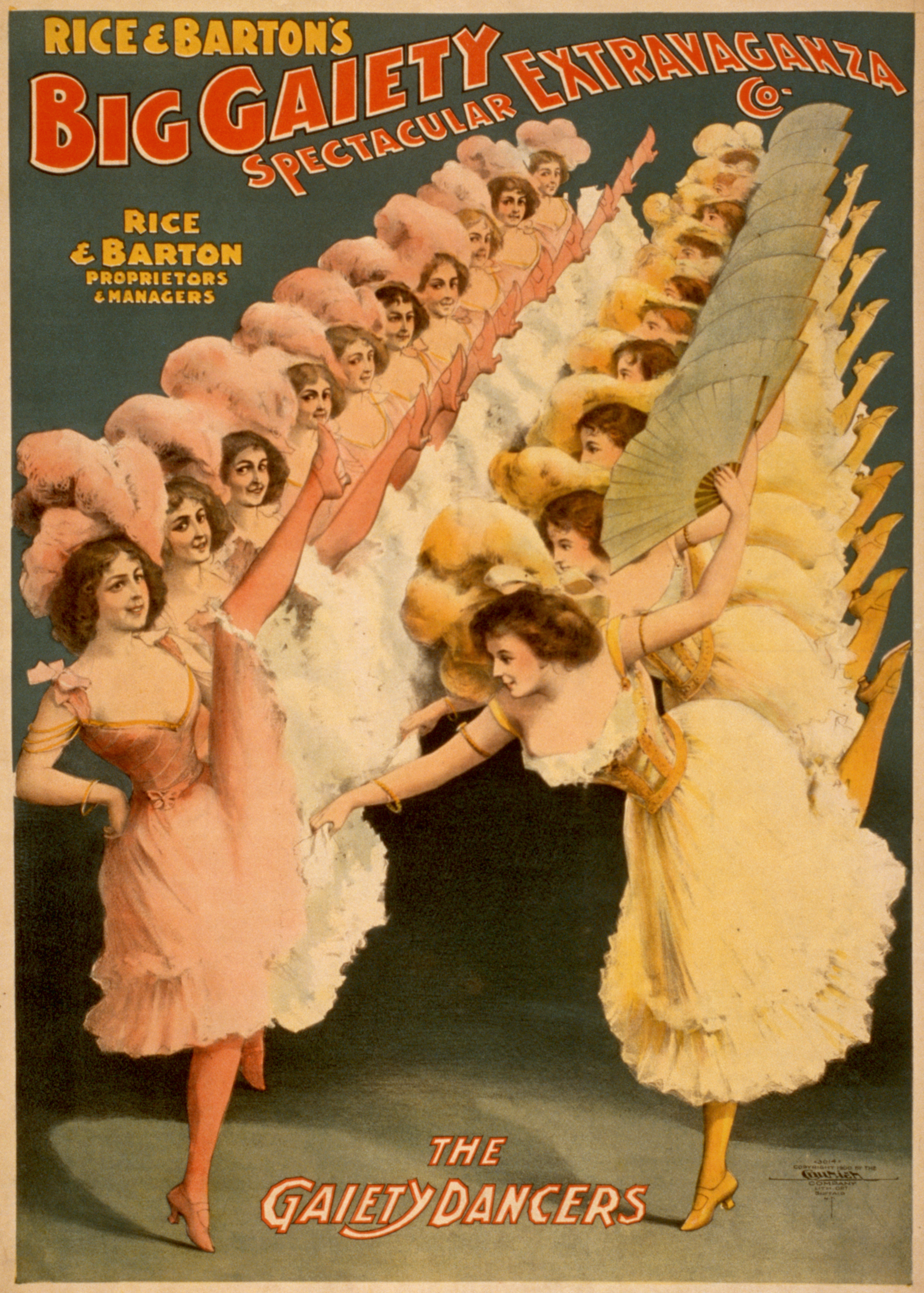
Cartel promocional de Gaiety Dancers of Rice & Barton's Big Gaiety Spectacular Extravaganza Co. (1900)

### Extravaganza
Extravaganza (del italiano stravaganza, que significa extravagancia) es un enfoque del burlesque victoriano que se centra en la comedia musical y en la que intervienen diversos elementos artísticos de la pantomima británica, la opereta, el vaudeville, el music hall y las mascaradas cortesanas en el periodo de la Commedia dell'arte. De manera similar a la Grand Opéra, la extravaganza presentaba montajes espectaculares con un elenco teatral numeroso, mobiliario y vestuario vistoso, argumentos complejos y números musicales interpretados por orquestas.
La extravaganza se caracteriza por tener un estilo libre que consta de montajes atractivos para el público, en los cuales normalmente intervenían números de comedia, bailes, números musicales, escenografía elaborada y vestuario exagerado. El espectáculo recreaba parodias y actos humorísticos que, en algunas ocasiones, tomaban elementos del cabaret y el circo para la creación de producciones teatrales elaboradas y espectaculares.

### Freak show
El freak show (traducido del inglés como: espectáculo de fenómenos) es un tipo de espectáculo de variedades que se especializa en la presentación de individuos humanos o animales que poseen rarezas biológicas. Un freak show puede mostrar individuos con capacidades o características físicas inusuales, sorprendentes o grotescas; enfocándose también a la presentación de las artes circenses,  demostraciones atléticas y diferentes performances de habilidades singulares. El freak show puede ser considerado un formato complementario de otros espectáculos similares como los circos, carnavales, ferias,  espectáculos de vaudeville y dime museums. El freak show tenía características del vaudeville y los zoológicos humanos.
Los freak shows se popularizan en la época victoriana con personalidades como Joseph Merrick "El Hombre Elefante" y empresarios productores como Tom Norman y Phineas Taylor Barnum. Los espectáculos solían presentar diversas demostraciones y exposiciones de ejemplares exóticos. En los freak shows se mostraban: individuos con alteraciones genéticas o padecimientos médicos, rarezas étnicas, gente exótica y extravagante, personas con capacidades físicas inusuales, demostraciones atléticas, espectáculos con animales entrenados, circos de pulgas). extravagancias y curiosidades, y espectáculos complementarios y artes circenses (burlesque, travesty, minstrel, magia, ventriloquia, escapismo, lanzamiento de cuchillos, tragasables, tragafuegos, montajes del Salvaje Oeste y medicine shows).

### Medicine show
Los medicine shows (muestra de medicina) fueron un tipo de espectáculo viajero estadounidense que ofrecía una gran variedad de espectáculos para hacer publicidad de productos de consumo popular que alegaban brindar propiedades maravillosas a todo aquel que lo consumiera. Los medicina show frecuentemente acompañaban a los vaudevilles y presentaban discursos y actos ensayados que supuestamente probaban la efectividad de sus productos.
Los medicine shows mostraban productos que alegaban ser elíxires milagrosos en ferias y teatros de vodevil, siendo el principio del desarrollo económico de varias empresas de productos alimenticios, cigarros y cosméticos. Algunas empresas como Coca-Cola y Nabisco surgieron en medecine shows.

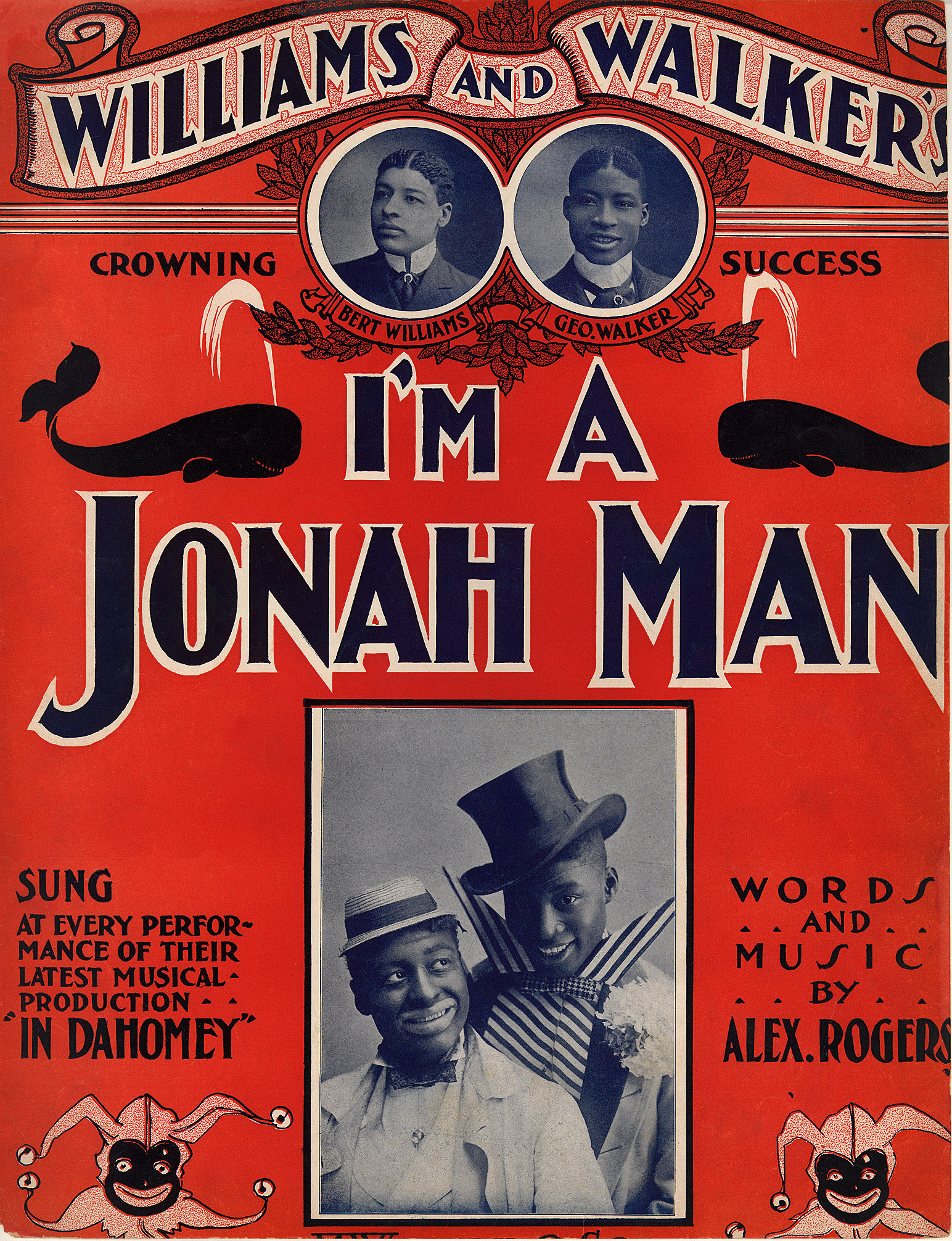
Cartel promocional de I'm a Jonah Man presentando a William & Walker (1903).

### Minstrel
El minstrel es un tipo de espectáculo tradicional estadounidense que presenta obras teatrales y demostraciones atléticas de personas blancas que se caracterizan exageradamente como negros. El formato teatral es presentado inicialmente por personas blancas que se aplican maquillajes oscuros para representar a una persona negra (denominado blackface o rostro negro). Fue después de la Guerra de Secesión, debido a las recientes reformas de la abolición de la esclavitud, que se incluyeron personas verdaderamente afroamericanas. A pesar de que los orígenes de este tipo de espectáculo se remontan a inicios del siglo XVIII, es en el siglo XIX cuando adquiere gran popularidad.
La concepción de este género teatral representa el surgimiento de diversos estereotipos asociados con la cultura negra, tales como la especulación racista y los arquetipos del comportamiento de la cultura afro (como el arquetipo de la Mammy). En los shows de minstrel se presentaban diversas interpretación de carácter cómico en obras secillas, como auxiliar cómico se recurría al drag exagerado para provocar la hilaridad en el espectador.
Las representaciones de misntrel marcan el origen de géneros musicales posteriores como el jazz y el blues; en las presentaciones se interpretaba música alegre con diversos instrumentos como trompetas, banjos y pianolas. El minstrel representa un gran papel en el desarrollo cultural popular de Estados Unidos.

### Music hallyconcert saloon
El music hall (salón de música) es un tipo de espectáculo tradicional inglés que fue popular en la segunda mitad del siglo XIX. El music hall era un establecimiento que contaba con un bar y que ofrecía espectáculos variados como conciertos y danzas. El music hall también presentaba la participación de comediantes, ilusionistas y atletas que realizaban sus demostraciones para el entretenimiento de los consumidores. El music hall toma elementos del cabaret y el café chantant francés.
El concert saloon es la variante americana del music hall, que coincidía con el mismo formato de espectáculo. Al igual que en el music hall, los concert saloons también ofrecían venta de alcohol y los mismos espectáculos para el entretenimiento del cliente. 

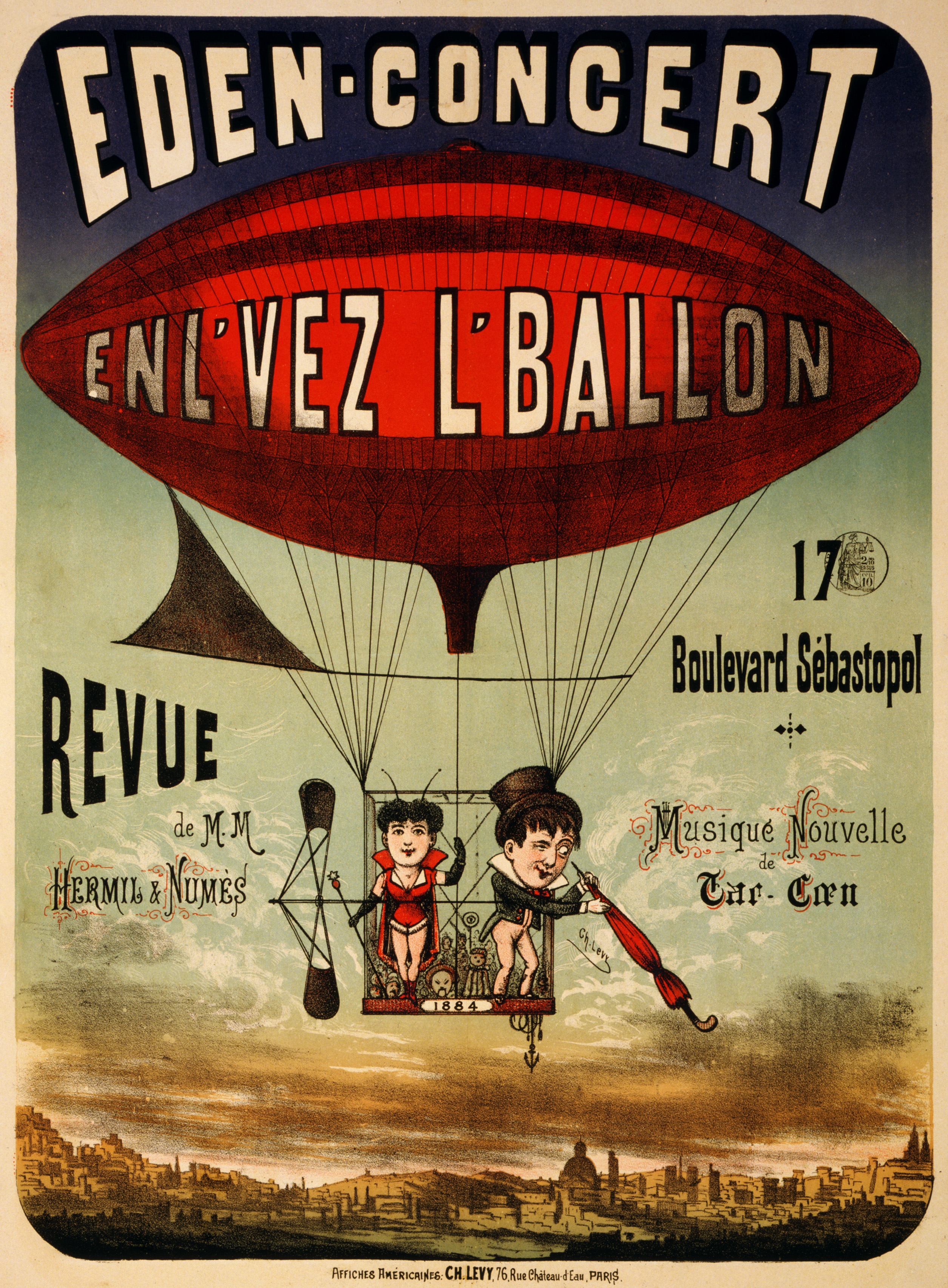
Cartel promocional de Eden-concert, enl'vez l'Ballon, (1884).

### Revista
la revista (en francés: Revue) es un subgénero dramático de la comedia que se desenvuelve en un tipo de espectáculo que combina música, baile y, muchas veces, también breves escenas teatrales o sketches humorísticos o satíricos. La revista combina elementos dramáticos del burlesque, el vaudeville, la extravaganza y la comedia musical. La revista se distingue de los anteriores destacando los escenarios eróticos en los que se involucra principalmente el elenco femenino, además de no tener una compleja profundidad dramática.
El género de revista teatral se desarrolla a partir de los años 1890, y era originalmente una colección de breves presentaciones dramáticas, canciones y rutinas de danza, similares a las de un espectáculo de variedades, pero todas ligadas con un argumento o tema específico. Los espectáculos eran distinguidos por incluir diversas representaciones satíricas y números dramáticos acompañados por piezas musicales de jazz y ragtime, en las que frecuentemente se incluía la participación de canto de un miembro del elenco. La revista de finales del siglo XIX consolidó diferentes números que requerían de vestuarios ostentosos, coloridos y con una estética flamboyant.

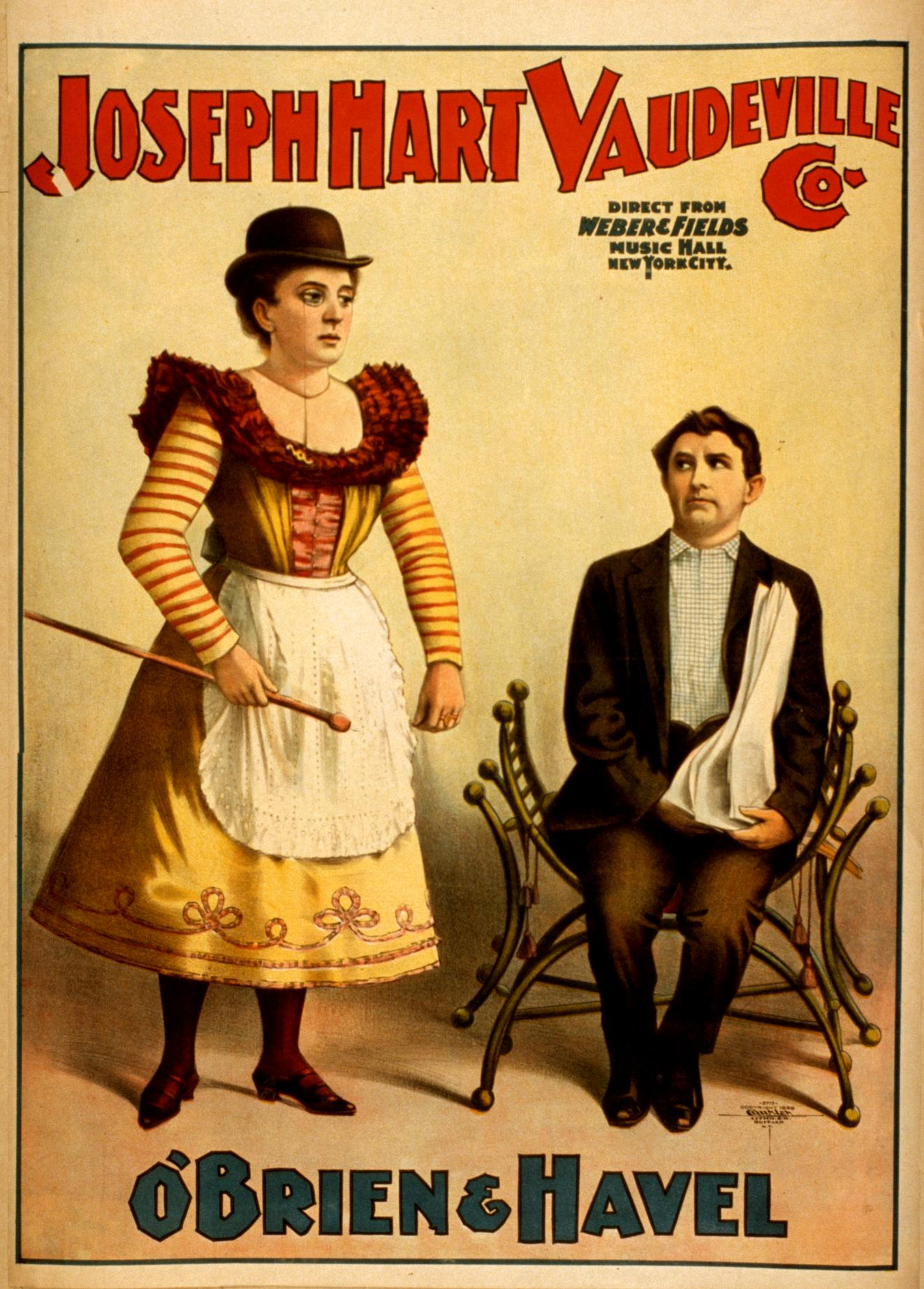
Promocional de Joseph Hart Vaudeville Co. (1899).

### Vaudeville
El vodevil (francés: vaudeville) es un género de variedades estadounidense, cuya popularidad se extendió entre los años 1880 y los años 1930. El espectáculo estaba enfocado al entretenimiento en el que se presentaba una gran variedad de actos que pretendían provocar la hilaridad o el asombro en el espectador. Entre los actos del vodevil se incluían diferentes espectáculos como: espectáculos musicales, danza, shows de comedia, espectáculos con animales entrenados, espectáculos de magia, acrobacia, cine (presentación de cortometrajes y canciones ilustradas), malabarismo, obras teatrales de un acto, pantomimas y demostraciones atléticas. Como espectáculos auxiliares se encontraban los dime museums, los freak shows, los medicine shows y los espectáculos de minstrel.
Se reconoce que el vaudeville estadounidense surgió en octubre de 1881, cuando el empresario Tony Pastor abre por decimocuarta ocasión su teatro callejero en la ciudad de Nueva York adaptado al gusto familiar y autodeclarado como "el primer teatro de vaudeville en Nueva York, abastecido de buen gusto", esperando obtener una respuesta especialmente del público femenino. Los espectáculos anteriores de Pastor eran únicamente orientados al público masculino por presentar humor crudo y obsceno, considerado en la época como no apto para mujeres.
El vaudeville marcó una gran transformación en la cultura estadounidense convirtiéndose en uno de los espectáculos más populares entre la población, ya que abandonaba completamente el conservador estilo de vida de la época victoriana al sexualizar cualquier tipo de espectáculo y convertirlo en una razón a favor para su consumo, siendo comparado así con los espectáculos de burlesque y cabaret. La utilización de mujeres envueltas en actos y rutinas eróticos para la promoción del vodevil y el recurrir a agraciadas imágenes femeninas en carteles y volantes que atraían principalmente al público masculino, transformaron las técnicas de mercadotecnia.

## SigloXX

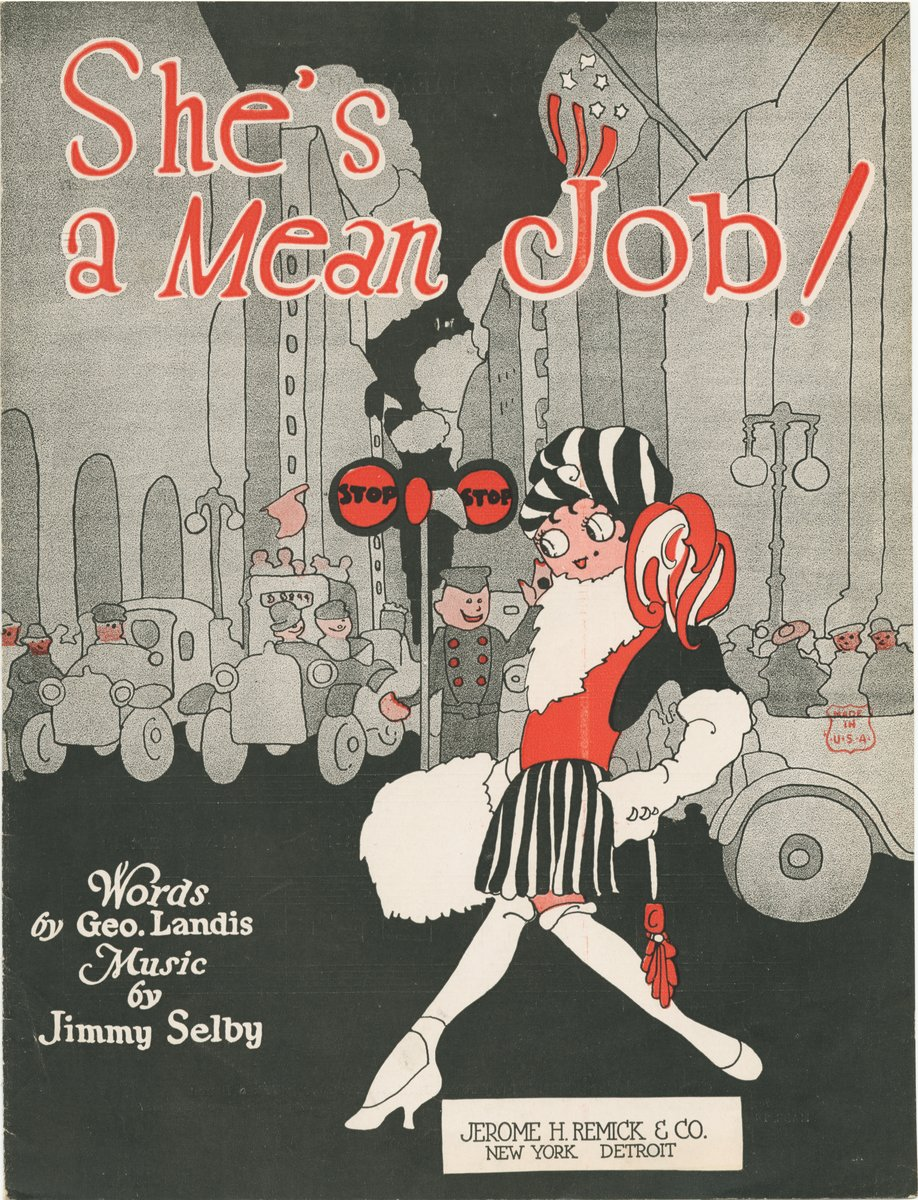
Portada de la partitura She's a Mean Job (1921).

En el siglo XX continuó la prevalencia de algunos espectáculos del siglo anterior como el cabaret y la revista. Algunos otros espectáculos son una variante contemporánea de los espectáculos decimonónicos que pretenden devolver o hacer un homenaje al glamour del show business del siglo XIX. En el siglo XX surgen ya pocos espectáculos de variedades presentados en teatros, debido a la aparición y generalización de los medios audiovisuales (industria discográfica, radio, cine y televisión). Los únicos espectáculos surgidos en el siglo XX fueron el cabaret americano y el neo-burlesque.

### Cabaret americano
El cabaret norteamericano es una variante del cabaret francés clásico que toma elementos del burlesque americano y del vaudeville. El cabaret americano sirvió de plataforma para el desarrollo de los orígenes del jazz, entre el periodo de la Era del Jazz, los Felices Años 20 y la Prohibición o Ley Seca. El cabaret americano florece entre los años 1920 y los años 1930 en establecimientos clandestinos como speakeasies y otros establecimientos populares como steakhouses.
Debido a que se ubica en la década de los 1920; con la sexualización de los medios, la era de las flappers y la prohibición del alcohol, los espectáculos eran reconocidos por su carácter altamente erótico. Además se realizaban en establecimientos que se dedicaban a la venta clandestina de alcohol en los años 20.
Después de la recuperación económica y el New Deal, el cabaret comienza a enfocarse al entretenimiento artístico, ofreciendo gran cantidad de actos que pretendían entretener a los asistentes del bar. Se interpretaban números musicales por artistas de la época como Nina Simone, Peggy Lee y Nat King Cole. El cabaret americano ahora incluía la participación de bailarines (frecuentemente mujeres que presentaban bailes ligeramente eróticos), drag queens y comediantes de stand-up comedy. Al cabaret moderno que pretende recrear el viejo cabaret de la década de los 20 se le conoce como cabaret revival.

### Neo-burlesque
El neo-burlesque o nuevo burlesque es un subgénero dramático del burlesque americano. El neo-burlesque surge en Estados Unidos como una propuesta para traer de vuelta el glamour del antiguo Burlesque americano en los teatros de Estados Unidos y Canadá. El género surge en la década de los noventa en la ciudad de Nueva York, siguiendo en ciudades como Nueva Orleans.
Los shows de neo-burlesque tienen un gran contenido sexual, ya que la desnudez parcial o total es incluida, además de que el burlesque de los temas hace referencias sociales o políticas posmodernas. El neo-burlesque se enfoca a las rutinas de comedia de carácter erótico.